# Ogata Mitsuhiko
Mitsuhiko Ogata (sinh ngày 26 tháng 3 năm 1969) là một cầu thủ bóng đá người Nhật Bản.

## Sự nghiệp câu lạc bộ
Mitsuhiko Ogata đã từng chơi cho Sanfrecce Hiroshima.